# Rörtjärnen (Kalls socken, Jämtland, 708302-135800)
Rörtjärnen är en sjö i Åre kommun i Jämtland och ingår i Indalsälvens huvudavrinningsområde. Sjön har en area på 0,505 kvadratkilometer och ligger 417,3 meter över havet.

## Delavrinningsområde
Rörtjärnen ingår i det delavrinningsområde (708272-135768) som SMHI kallar för Utloppet av Stor-Harrtjärnen. Medelhöjden är 484 meter över havet och ytan är 15,73 kvadratkilometer. Räknas de 3 avrinningsområdena uppströms in blir den ackumulerade arean 57,51 kvadratkilometer. Hobergsån som avvattnar avrinningsområdet har biflödesordning 2, vilket innebär att vattnet flödar genom totalt 2 vattendrag innan det når havet efter 371 kilometer. Avrinningsområdet består mestadels av skog (71 procent) och sankmarker (14 procent). Avrinningsområdet har 1,41 kvadratkilometer vattenytor vilket ger det en sjöprocent på 8,9 procent.